# Staaten River
Staaten River är ett vattendrag i Australien. Det ligger i delstaten Queensland, omkring 1 700 kilometer nordväst om delstatshuvudstaden Brisbane.
Omgivningarna runt Staaten River är i huvudsak ett öppet busklandskap. Trakten runt Staaten River är nära nog obefolkad, med mindre än två invånare per kvadratkilometer. Savannklimat råder i trakten. Genomsnittlig årsnederbörd är 1 396 millimeter. Den regnigaste månaden är februari, med i genomsnitt 433 mm nederbörd, och den torraste är september, med 1 mm nederbörd.